# إدموند جالو
إدموند جالو (بالفرنسية: Edmond Jaloux) ولد في 19 يونيو 1878 بمارسيليا وتوفى في 22 أغسطس 1949 بلوتري. وهو كاتب وناقد أدبي فرنسي. حصل على جائزة فيمينا الأدبية عام 1909.

## روابط خارجية
- إدموند جالو على موقع أوليمبيديا (الإنجليزية)